# Station Bramley (Hampshire)
Bramley (Hampshire) is een spoorwegstation van National Rail in Basingstoke and Deane in Engeland. Het station is eigendom van Network Rail en wordt beheerd door Great Western Railway. 